# Попова, Екатерина Вячеславовна
Екатерина Вячеславовна Попова (7 апреля 1982) — российская футболистка, полузащитница.

## Биография
Занималась футболом с детства вместе с сестрой Светланой, которая также потом выступала на профессиональном уровне. С 2002 года играла в высшей лиге России за московское «Чертаново». В 2005 году выступала за московский «Спартак», с которым стала финалисткой Кубка России, а на следующий сезон вернулась в «Чертаново». Также в ходе карьеры играла за клуб из Азербайджана «Гёмрюкчю», с которым дошла до четвертьфинала женской Лиги чемпионов.
Окончила Московскую государственную академию физической культуры (2006). После окончания игровой карьеры работала детским тренером по футболу.